# Amphicynodontinae
Amphicynodontinae (лат.) — подсемейство вымерших млекопитающих из семейства медвежьих, хотя морфологические показатели скорее роднят их с ластоногими. В пользу этой гипотезы также говорят морфологические и молекулярные свидетельства того, что современные медведи являются ближайшими живыми родственниками ластоногих Маккенна и Белл (1997) рассматривают Amphicynodontinae как родственное ластоногим семейство в составе надсемейства Phocoidea. Ископаемые остатки этих животных были найдены в Голарктической области планеты.

## Классификация
В подсемейство включают следующие вымершие роды и виды:
- Amphicticeps (Matthew & Granger, 1924)
  - Amphicticeps makhchinus (Wang et al., 2005)
  - Amphicticeps dorog (Wang et al., 2005)
  - Amphicticeps shackelfordi (Matthew and Granger, 1924)
- Parictis (Scott, 1893)
  - Parictis primaevus (Scott, 1893)
  - Parictis personi (Chaffee, 1954)
  - Parictis montanus (Clark & Guensburg, 1972)
  - Parictis parvus (Clark & Beerbower, 1967)
  - Parictis gilpini (Clark & Guensburg, 1972)
  - Parictis dakotensis (Clark, 1936)
- Kolponomos (Stirton, 1960)
  - Kolponomos newportensis (Tedford et al., 1994)
  - Kolponomos clallamensis (Stirton, 1960)
- Allocyon (Merriam, 1930)
  - Allocyon loganensis (Merriam, 1930)
- Pachycynodon (Schlosser, 1888)
  - Pachycynodon tedfordi (Wang & Qiu, 2003)
  - Pachycynodon tenuis (Teilhard de Chardin, 1915)
  - Pachycynodon filholi (Schlosser, 1888)
  - Pachycynodon boriei (Filhol, 1876)
  - Pachycynodon crassirostris (Schlosser, 1888)
- Amphicynodon (Filhol, 1881)
  - Amphicynodon mongoliensis (Janovskaja, 1970)
  - Amphicynodon teilhardi (Matthew & Granger, 1924)
  - Amphicynodon typicus (Schlosser, 1888)
  - Amphicynodon chardini (Cirot and De Bonis, 1992)
  - Amphicynodon cephalogalinus (Teilhard, 1915)
  - Amphicynodon gracilis (Filhol, 1874)
  - Amphicynodon crassirostris (Filhol, 1876)
  - Amphicynodon brachyrostris (Filhol, 1876)
  - Amphicynodon leptorhynchus (Filhol, 1874)
  - Amphicynodon velaunus (Aymard, 1846)